# Stethophyma
Stethophyma is een geslacht van rechtvleugeligen uit de familie veldsprinkhanen (Acrididae). De wetenschappelijke naam van dit geslacht is voor het eerst geldig gepubliceerd in 1853 door Fischer.

## Soorten
Het geslacht Stethophyma omvat de volgende soorten:
- Stethophyma celatum Otte, 1979
- Stethophyma gracile Scudder, 1862
- Stethophyma grossum Linnaeus, 1758
- Stethophyma lineatum Scudder, 1862
- Stethophyma magister Rehn, 1902